# UVCP
Uzina de Valorificare a Cenușelor de Pirită Turnu-Măgurele (UVCP) a fost un combinat industrial din România.
Obiectul principal de activitate al UVCP a fost extracția și prepararea minereurilor feroase.
UVCP folosea ca materie primă deșeurile provenite din diverse procese industriale - cenușa de pirită, soluția de clorură de calciu și carbonat de calciu.
Acestea erau reciclate și pe baza lor se producea minereu de fier, minereu mărunt de fier, cement de cupru, concentrat de aur și de argint prin prelucrarea cenușii de pirită, a soluției de clorură de calciu și a carbonatului de calciu.
UVCP a fost singura societate cu acest obiect de activitate din Europa și unicul producător de pelete de minereu de fier din România.